# История евреев в Зимбабве
История евреев в Зимбабве насчитывает более ста лет. Современное Зимбабве ранее было известно как Южная Родезия, а позже как Родезия.

## История
В XIX веке евреи-ашкеназы из России и Литвы поселились в Родезии после того, как эта территория была колонизирована британцами, и стали активно заниматься торговлей. В 1894 году в Булавайо в палатке была открыта первая синагога. Вторая община возникла в Солсбери (позже переименованном в Хараре) в 1895 году. Третья община была основана в Гверу в 1901 году. К 1900 году в Родезии проживало около 300 евреев.
В 1930-х годах несколько евреев-сефардов прибыли в Родезию с греческого острова Родос и в основном поселились в Солсбери. За этим последовала другая волна в 1960-х годах, когда евреи бежали из Бельгийского Конго. Синагога еврейской общины сефардов была основана в Солсбери в 1950-х годах.
В конце 1930-х годов в колонии поселились немецкие евреи, спасавшиеся от нацистских преследований. В 1943 году были созданы Родезийский сионистский совет и Родезийский еврейский совет депутатов, позже переименованные в 1946 году в Центрально-Африканский сионистский совет и Центрально-Африканский совет еврейских депутатов.
В первой половине 20-го века был высокий уровень ассимиляции родезийских евреев в родезийское общество, и уровень смешанных браков был высоким. Рой Веленски, второй и последний премьер-министр Федерации Родезии и Ньясаленда, был сыном отца-литовского еврея и матери-африканерки. К 1957 году один из каждых семи евреев, вступивших в брак в Родезии, женился на язычнице.
В дополнение к Родезийскому сионистскому совету и Родезийскому еврейскому совету депутатов еврейская община создала институты для обслуживания и укрепления общины, включая две еврейские дневные школы (одну в Хараре под названием школа «Шарон» и одну в Булавайо под названием школа «Кармель»), общественные центры, еврейские кладбища, сионистские молодёжные движения, принадлежащие евреям спортивные клубы, дом престарелых «Савьон» в Булавайо и несколько женских организаций. Несколько евреев из сионистских молодёжных движений эмигрировали в Израиль.
В 1992 году президент Роберт Мугабе вызвал недовольство еврейской общины в Зимбабве, когда заметил, что «[белые] коммерческие фермеры — жестокосердные люди, можно подумать, что они евреи».
В 2003 году синагога Булавайо сгорела дотла, и небольшая община не стала восстанавливать здание. Молитвы обычно проводятся в Синайском зале или Савион Лодж в Булавайо. В Хараре община сефардов имеет свою собственную синагогу, а община ашкеназов имеет отдельную синагогу. Сегодня из-за небольшого числа прихожан молитвы чередуются в двух синагогах.
Сегодня в Зимбабве проживает около 120 евреев, в основном в Хараре и Булавайо. В Квекве, Гверу и Кадоме евреев не осталось. Две трети зимбабвийских евреев старше 65 лет. Последняя бар-мицва состоялась в 2006 году.
| Год    | Еврейское население Зимбабве |
| ------ | ---------------------------- |
| 1900   | 300                          |
| 1961   | между 7000 — 8000            |
| 1970’s | 7500                         |
| 1987   | 1200                         |
| 1989   | 1168                         |
| 2011   | 200                          |
| 2014   | 120                          |

## Народ лемба
Народ лемба говорит на языках банту, на которых говорят их географические соседи, и внешне похож на них, но у них есть некоторые религиозные практики и верования, сходные с теми, что в иудаизме и исламе, которые, как они утверждают, были переданы устной традицией. У них есть традиция древнего еврейского или южноарабского происхождения по мужской линии. Генетический анализ Y-ДНК в 2000-х годах установил частично ближневосточное происхождение части мужского населения лемба. Более поздние исследования утверждают, что исследования ДНК не подтверждают утверждения о специфически еврейском генетическом наследии.

## Евреи Русапе
Появление общины евреев Русапе связывают с деятельностью религиозного проповедника Уильяма Сондерса Кроуди. В конце XIX века этот бывший раб, дьякон баптистской церкви начал проповедовать иудаизм среди чернокожих жителей США. По его словам, он получил откровение от Бога, в котором ему было открыто, что африканцы и афроамериканцы являются потомками потерянных колен Израиля и что он должен был начать возвращение чернокожих в иудаизм. Один из его последователей, Альберт Кристиан, в 1903 году обосновался на территории современного Зимбабве и начал проповедовать там среди местного населения.